# زبان‌دد
زبان‌دد (نام علمی: Glossotherium) نام یک سرده از راسته کرک‌دارسانان است.